# Curling-Juniorenweltmeisterschaft 2002
Die Curling-Juniorenweltmeisterschaft 2002 wurde vom 23. bis 31. März im kanadischen Kelowna, British Columbia ausgetragen.

## Männer

### Teilnehmer
| Land               | Fourth            | Third                   | Second                | Lead                 | Alternate            |
| ------------------ | ----------------- | ----------------------- | --------------------- | -------------------- | -------------------- |
| Dänemark           | Casper Bossen     | Kenneth Daucke Andersen | Sune Frederiksen      | Nicolai Frederiksen  | Kenneth Jørgensen    |
| Deutschland        | Christian Baumann | Alexander Baumann       | Ingmar Fritz          | Thomas Unterstab     | Moritz Unterstab     |
| Japan              | Yukihiro Murakami | Tsuyoshi Yamaguchi      | Shuichiro Omote       | Tomoya Kato          | Shishihata Kazuki    |
| Kanada             | David Hamblin     | Ross Derksen            | Kevin Hamblin         | Ross McCannell       | Douglas Hamblin      |
| Norwegen           | Thomas Løvold     | Petter Moe              | Christoffer Svae      | Fredrik Haaland      | Christopher Berntsen |
| Russland           | Alexander Kirikov | Vadim Stebakov          | Konstantin Doroshenko | Dmitri Abanin        | Ilya Rotchev         |
| Schottland         | Kenny Edwards     | Duncan Clark            | Graeme Baxter         | Philip Garden        | Colin Campbell       |
| Schweden           | Carl-Axel Dahlin  | Eric Carlsén            | Nils Carlsén          | Emanuel Allberg      | Daniel Tenn          |
| Schweiz            | Andreas Hingher   | Jan Hauser              | Martin Rios           | Florian Grünerfelder | Rico Pleisch         |
| Vereinigte Staaten | Leo Johnson       | Colin Hufman            | Martin Sather         | Christopher Benshoof | Steven Birklid       |

### Round Robin
| Draw | Begegnung                        | Resultat |
| ---- | -------------------------------- | -------- |
| #1   | Deutschland – Schottland         | 4:7      |
|      | Vereinigte Staaten – Russland    | 5:4      |
|      | Schweden – Dänemark              | 6:5      |
|      | Japan – Schweiz                  | 4:10     |
|      | Norwegen – Kanada                | 5:9      |
| #2   | Vereinigte Staaten – Norwegen    | 6:7      |
|      | Schottland – Dänemark            | 7:2      |
|      | Deutschland – Schweiz            | 8:6      |
|      | Russland – Kanada                | 5:9      |
|      | Schweden – Japan                 | 9:0      |
| #3   | Schweden – Russland              | 7:5      |
|      | Schweiz – Kanada                 | 6:4      |
|      | Japan – Schottland               | 2:4      |
|      | Norwegen – Dänemark              | 6:8      |
|      | Vereinigte Staaten – Deutschland | 5:10     |
| #4   | Schottland – Schweiz             | 4:9      |
|      | Schweden – Vereinigte Staaten    | 6:3      |
|      | Russland – Norwegen              | 6:7      |
|      | Deutschland – Japan              | 8:5      |
|      | Kanada – Dänemark                | 6:2      |
| #5   | Dänemark – Deutschland           | 3:9      |
|      | Japan – Norwegen                 | 6:5      |
|      | Schottland – Russland            | 6:8      |
|      | Vereinigte Staaten – Kanada      | 4:5      |
|      | Schweiz – Schweden               | 2:9      |

| Draw | Begegnung                       | Resultat |
| ---- | ------------------------------- | -------- |
| #6   | Japan – Kanada                  | 2:10     |
|      | Deutschland – Schweden          | 6:7      |
|      | Schweiz – Russland              | 8:7      |
|      | Dänemark – Vereinigte Staaten   | 7:6      |
|      | Schottland – Norwegen           | 8:4      |
| #7   | Schweiz – Vereinigte Staaten    | 5:8      |
|      | Kanada – Schottland             | 6:3      |
|      | Dänemark – Japan                | 7:3      |
|      | Schweden – Norwegen             | 9:4      |
|      | Deutschland – Russland          | 4:5      |
| #8   | Russland – Dänemark             | 9:3      |
|      | Norwegen – Schweiz              | 3:7      |
|      | Schottland – Schweden           | 2:8      |
|      | Kanada – Deutschland            | 7:2      |
|      | Japan – Vereinigte Staaten      | 9:10     |
| #9   | Kanada – Schweden               | 9:5      |
|      | Russland – Japan                | 8:6      |
|      | Norwegen – Deutschland          | 9:2      |
|      | Vereinigte Staaten – Schottland | 1:8      |
|      | Dänemark – Schweiz              | 7:6      |

| Platz | Team               | Spiele | Siege | Ndlg. |
| ----- | ------------------ | ------ | ----- | ----- |
| 1.    | Kanada             | 9      | 8     | 1     |
| 1.    | Schweden           | 9      | 8     | 1     |
| 3.    | Schweiz            | 9      | 5     | 4     |
| 3.    | Schottland         | 9      | 5     | 4     |
| 5.    | Russland           | 9      | 4     | 5     |
| 5.    | Deutschland        | 9      | 4     | 5     |
| 5.    | Dänemark           | 9      | 4     | 5     |
| 8.    | Norwegen           | 9      | 3     | 6     |
| 8.    | Vereinigte Staaten | 9      | 3     | 6     |
| 10.   | Japan              | 9      | 1     | 8     |

### Playoffs
|  | Halbfinale       | Halbfinale |            |    | Finale | Finale |
|  |                  |            |            |    |        |        |
|  | Schottland       | 3          |            |    |        |        |
|  | Kanada           | 6          |            |    |        |        |
|  |                  |            |            |    |        |        |
|  |                  |            |            |    |        |        |
|  | Schweden         | 2          |            |    |        |        |
|  |                  | Kanada     | 3          |    |        |        |
|  |                  |            |            |    |        |        |
|  | Spiel um Platz 3 |            |            |    |        |        |
|  |                  |            | Schottland | 10 |        |        |
|  | Schweiz          | 4          | Schweiz    | 3  |        |        |
|  | Schweden         | 6          |            |    |        |        |

### Endstand
| Platz | Land               |
| ----- | ------------------ |
| 1     | Kanada             |
| 2     | Schweden           |
| 3     | Schottland         |
| 4     | Schweiz            |
| 5     | Russland           |
| 6     | Deutschland        |
| 7     | Dänemark           |
| 8     | Norwegen           |
| 9     | Vereinigte Staaten |
| 10    | Japan              |

## Frauen

### Teilnehmerinnen
| Land               | Fourth            | Third               | Second              | Lead              | Alternate               |
| ------------------ | ----------------- | ------------------- | ------------------- | ----------------- | ----------------------- |
| Deutschland        | Daniela Jentsch   | Cornelia Stock      | Josephine Obermann  | Lisa Hammer       | Sina Frey               |
| Italien            | Diana Gaspari     | Rosa Pompanin       | Arianna Lorenzi     | Eleonora Alverà   | Lucrezia Ferrando       |
| Japan              | Mari Motohashi    | Naoko Yamazaki      | Megumi Kobayashi    | Mina Sasaki       | Anna Ōmiya              |
| Kanada             | Suzanne Gaudet    | Robyn Macphee       | Carol Webb          | Kelly Higgins     | Shelley Nicols          |
| Norwegen           | Linn Githmark     | Marianne Rørvik     | Cathinka Ring Heger | Kristin Skaslien  | Marte Bakk              |
| Russland           | Nkeiruka Jesech   | Anastassia Skoultan | Angela Tuvaeva      | Anna Rubtsova     | Ljudmila Priwiwkowa     |
| Schottland         | Kelly Wood        | Lorna Vevers        | Jacqui Reid         | Lindsay Wood      | Frances McKerrow        |
| Schweden           | Matilda Mattsson  | Kajsa Bergström     | Lisa Löfskog        | Jenny Hammarström | Ann-Christine Nordqvist |
| Schweiz            | Corinne Bourquin  | Stephanie Fonk      | Irene Schori        | Yvonne Lüthi      | Valeria Spälty          |
| Vereinigte Staaten | Cassandra Johnson | Jamie Johnson       | Katherine Beck      | Maureen Brunt     | Courtney George         |

### Round Robin
| Draw | Begegnung                        | Resultat |
| ---- | -------------------------------- | -------- |
| #1   | Deutschland – Schottland         | 5:1      |
|      | Vereinigte Staaten – Russland    | 7:6      |
|      | Schweden – Italien               | 9:7      |
|      | Japan – Schweiz                  | 4:9      |
|      | Norwegen – Kanada                | 5:7      |
| #2   | Vereinigte Staaten – Norwegen    | 8:1      |
|      | Schottland – Italien             | 5:9      |
|      | Deutschland – Schweiz            | 4:7      |
|      | Russland – Kanada                | 3:9      |
|      | Schweden – Japan                 | 9:1      |
| #3   | Schweden – Russland              | 4:3      |
|      | Schweiz – Kanada                 | 6:9      |
|      | Japan – Schottland               | 3:8      |
|      | Norwegen – Italien               | 4:10     |
|      | Vereinigte Staaten – Deutschland | 9:6      |
| #4   | Schottland – Schweiz             | 4:3      |
|      | Schweden – Vereinigte Staaten    | 9:6      |
|      | Russland – Norwegen              | 5:4      |
|      | Deutschland – Japan              | 12:4     |
|      | Kanada – Italien                 | 8:5      |
| #5   | Italien – Deutschland            | 12:6     |
|      | Japan – Norwegen                 | 4:9      |
|      | Vereinigte Staaten – Kanada      | 4:8      |
|      | Schottland – Russland            | 8:7      |
|      | Schweiz – Schweden               | 5:6      |

| Draw | Begegnung                       | Resultat |
| ---- | ------------------------------- | -------- |
| #6   | Japan – Kanada                  | 6:7      |
|      | Deutschland – Schweden          | 2:8      |
|      | Schweiz – Russland              | 4:9      |
|      | Italien – Vereinigte Staaten    | 7:8      |
|      | Schottland – Norwegen           | 13:7     |
| #7   | Schweiz – Vereinigte Staaten    | 7:8      |
|      | Kanada – Schottland             | 8:7      |
|      | Italien – Japan                 | 12:7     |
|      | Schweden – Norwegen             | 3:8      |
|      | Deutschland – Russland          | 8:2      |
| #8   | Russland – Italien              | 6:9      |
|      | Norwegen – Schweiz              | 7:8      |
|      | Schottland – Schweden           | 8:9      |
|      | Kanada – Deutschland            | 9:7      |
|      | Japan – Vereinigte Staaten      | 2:9      |
| #9   | Kanada – Schweden               | 3:8      |
|      | Russland – Japan                | 6:8      |
|      | Norwegen – Deutschland          | 7:8      |
|      | Vereinigte Staaten – Schottland | 10:5     |
|      | Italien – Schweiz               | 6:7      |

| Platz | Team               | Spiele | Siege | Ndlg. |
| ----- | ------------------ | ------ | ----- | ----- |
| 1.    | Schweden           | 9      | 8     | 1     |
| 2.    | Kanada             | 9      | 8     | 1     |
| 3.    | Vereinigte Staaten | 9      | 7     | 2     |
| 4.    | Italien            | 9      | 5     | 4     |
| 5.    | Deutschland        | 9      | 4     | 5     |
|       | Schottland         | 9      | 4     | 5     |
|       | Schweiz            | 9      | 4     | 5     |
| 8.    | Russland           | 9      | 2     | 7     |
| 9.    | Norwegen           | 9      | 2     | 7     |
| 10.   | Japan              | 9      | 1     | 8     |

### Playoffs
|  | Halbfinale         | Halbfinale         |         |   | Finale | Finale |
|  |                    |                    |         |   |        |        |
|  | Italien            | 4                  |         |   |        |        |
|  | Schweden           | 8                  |         |   |        |        |
|  |                    |                    |         |   |        |        |
|  |                    |                    |         |   |        |        |
|  | Schweden           | 6                  |         |   |        |        |
|  |                    | Vereinigte Staaten | 7       |   |        |        |
|  |                    |                    |         |   |        |        |
|  | Spiel um Platz 3   |                    |         |   |        |        |
|  |                    |                    | Kanada  | 9 |        |        |
|  | Kanada             | 6                  | Italien | 8 |        |        |
|  | Vereinigte Staaten | 7                  |         |   |        |        |

### Endstand
| Platz | Land               |
| ----- | ------------------ |
| 1     | Vereinigte Staaten |
| 2     | Schweden           |
| 3     | Kanada             |
| 4     | Italien            |
| 5     | Deutschland        |
| 5     | Schottland         |
| 5     | Schweiz            |
| 8     | Russland           |
| 9     | Norwegen           |
| 10    | Japan              |